# Tantalus Fossae

Tantalus Fossae

Tantalus Fossae é um grupo de trincheiras no quadrângulo de Arcadia em Marte, localizado a 50.9° latitude norte e 97.5° longitude oeste.  Sua extensão é de 2,400 km e seu nome vem de uma formação de albedo a 35N, 110W.   Trincheiras, como esta são chamadas fossae em Marte. Mais informações e mais exemplos podem ser encontrados em Fossa (geologia).

## Rastros de redemoinho
Muitas áreas de Marte, incluindo Arcadia, experimentam a passagem de redemoinhos gigantes. Uma fina cobertura de poeira clara cobre a maior parte da superfície de Marte. Com a passagem de um redemoinho essa cobertura é soprada expondo a camada escura à superfície. Estes redemoinhos têm sido avistados desde o solo até a órbita. Eles até mesmo limparam a poeira dos painéis solares dos dois rovers em Marte, desse modo prolongando suas vidas úteis.  Os rovers gêmeos foram desenvolvidos para durar três meses, mas eles têm durado cinco anos e ainda estão em atividade. Foi observado que o padrão das riscas muda a cada poucos meses.